# Långhällskogen
Långhällskogen este o arie protejată (arie specială de conservare — SAC, sit de importanță comunitară — SCI) din Suedia întinsă pe o suprafață de 81,9 ha, integral pe uscat.

## Localizare
Centrul sitului Långhällskogen este situat la coordonatele 60°35′12″N 17°20′17″E / 60.5867°N 17.338°E.

## Înființare
Situl Långhällskogen a fost declarat sit de importanță comunitară în aprilie 2004 pentru a proteja 2 specii de plante și 1 specie de animale. Situl a fost protejat și ca arie specială de conservare în martie 2011.

## Biodiversitate
Situată în ecoregiunea boreală, aria protejată conține 7 habitate naturale: Mlaștini turboase de tranziție și turbării mișcătoare, Păduri fino-scandinave bogate în ierburi cu Picea abies, Mlaștini alcaline, Izvoare fino-scandinave și mlaștini produse de izvoare bogate în minerale, Cursuri de apă de la nivel de câmpie la nivel montan, cu vegetație Ranunculion fluitantis și Callitricho-Batrachion, Pajiști cu Molinia pe soluri calcaroase, turboase sau argilos-nămoloase (Molinion caeruleae), Taiga vestică.
La baza desemnării sitului se află mai multe specii protejate:
- plante (2): papucul doamnei (Cypripedium calceolus), Scapania massalongii
- nevertebrate (1): Vertigo geyeri